# Iujiulu Denxuzi
Iujiulu Denxuzi (em chinês: 郁久閭鄧叔子; romaniz.: Yùjiǔlǘ Dèngshūzǐ (pinyin); ?-555)foi o último grão-cã do Canato Rourano e era primo de Anagui.